# Мартуцький сільський округ
Марту́цький сільський округ (каз. Мәртөк ауылдық округі, рос. Мартукский сельский округ) — адміністративна одиниця у складі Мартуцького району Актюбінської області Казахстану. Адміністративний центр — село Мартук.
Населення — 11374 особи (2021; 10514 у 2009, 8801 у 1999, 9757 у 1989).
Станом на 1989 рік існувала Мартуцька сільська рада (села Аксу, Казанка, Кенсахара, Кумсай, Мартук). Пізніше села Аксу та Кенсахара були передані до складу Нагорного сільського округу. 2021 року до складу округу включено село Жанатан Жайсанського сільського округу.

## Склад
До складу округу входять такі населені пункти:
| Населений пункт | Колишні назви | Населення, осіб (1989) | Населення, осіб (1999) | Населення, осіб (2009) | Населення, осіб (2021) |
| --------------- | ------------- | ---------------------- | ---------------------- | ---------------------- | ---------------------- |
| Жанатан, село   | -             | 287                    | 71                     | 42                     | 37                     |
| Казан, село     | Казанка       | 502                    | 426                    | 513                    | 457                    |
| Кумсай, село    | -             | 144                    | 187                    | 164                    | 201                    |
| Мартук, село    | -             | 8824                   | 8117                   | 9795                   | 10679                  |